# Jacek Jarnuszkiewicz
 (février 2018).
Si vous disposez d'ouvrages ou d'articles de référence ou si vous connaissez des sites web de qualité traitant du thème abordé ici, merci de compléter l'article en donnant les références utiles à sa vérifiabilité et en les liant à la section « Notes et références ».
Jacek Jarnuszkiewicz, né en 1952 à Varsovie, est un artiste en arts visuels polonais qui vit et travaille à Montréal (Canada).
Il est connu pour son art public et ses incursions dans le Land art.

## Biographie
Jacek Jarnuszkiewicz a fait ses études à l'université Concordia et à l'université de Montréal où il enseignera plus tard les arts visuels. 
Il est surtout connu pour ses œuvres publiques dont une vingtaine sont visibles à Montréal. Il est l'auteur notamment de l'œuvre L’homme est un roseau pensant III à la station de métro Cartier à Laval ainsi que de Transition muette à l'université McGill à Montréal. 
Ses œuvres sont exposées régulièrement depuis les années 1970 à Paris, Wroclaw, ainsi qu'à Montréal au Musée des beaux-arts et au Musée d'art contemporain. Le Musée national des beaux-arts du Québec possède quelques sculptures.

## Œuvres publiques

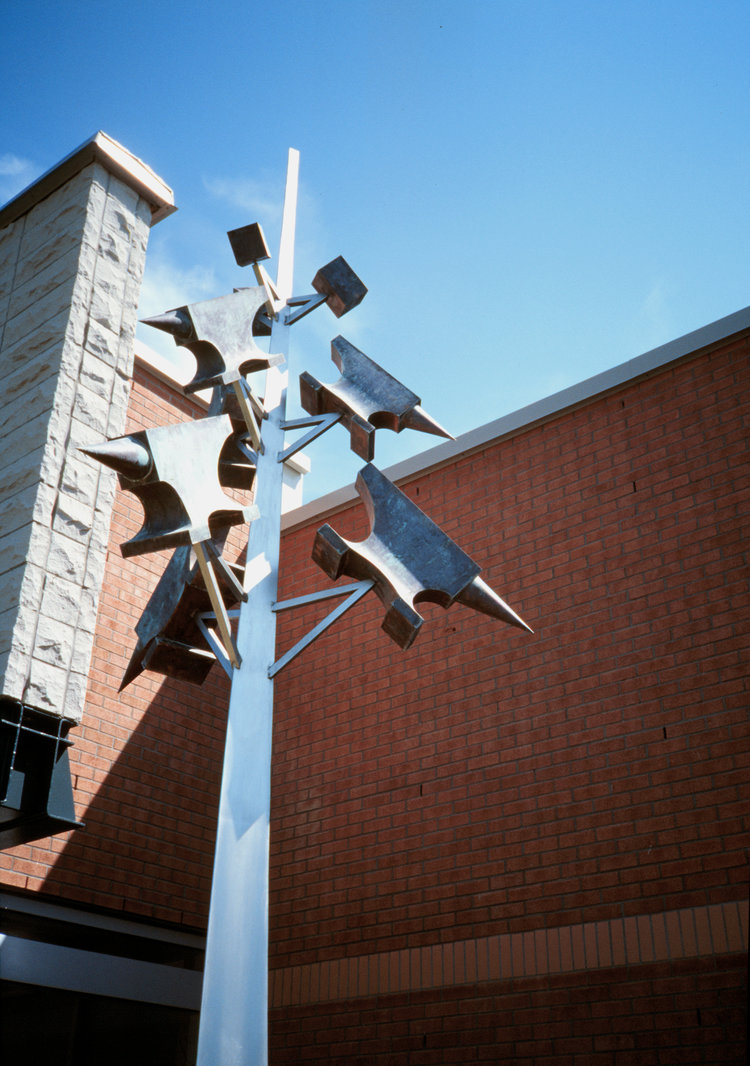
Sans Titre, 1999 à École des métiers, Châteauguay

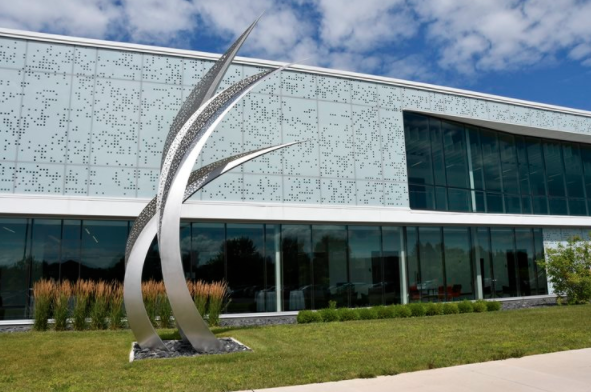
Osmonde, 2015 au Centrexpo Cogeco, Drummondville

- 2015 - Osmonde, Centrexpo Cogeco, Drummondville[6].
- 2015 - Canot à glace, Québec
- 2012 - Banc de poissons, école Bois-Franc Aquarelle, Saint-Laurent
- 2011 - Le nid, édifice 150 Slater, Ottawa
- 2010 - Sans titre, bibliothèque publique, Sainte-Thérèse
- 2009 - Dialogue inaltérable, Lac Champlain Quadricentennial, Burlington, Vermont
- 2009 - Sans titre, Centre hospitalier, Magog
- 2009 - Sans titre, parc récréoaquatique, Blainville
- 2009 - Polis Police, Centre de la sûreté du Québec, Mascouche
- 2006 - L’homme est un roseau pensant III, Station de métro Cartier, Laval[7].
- 2004 - L’homme est un roseau pensant II, Institut de tourisme et d’hôtellerie du Québec, Montréal
- 2002 - Conception du design du parc du théâtre Gesù, en collaboration avec Schème Consultants, Montréal
- 2001 - Sans titre, Place de la Francophonie, Hull
- 2001 - Sans titre, École Lucille-Teasdale, Blainville
- 2001 - Les Allusifs, sculptures intégrées sur le nouvel aménagement du marché Atwater, Montréal [8].
- 2000 - L’homme est un roseau pensant, école secondaire de Blainville
- 2000 - L’Odyssée, au pavillon Palasis-Prince de l’université Laval à Québec
- 1999 - Sans titre, École des métiers, Châteauguay
- 1997 - Sans titre, Centre de formation Compétence Rive-Sud, Laprairie
- 1997 - Le Temps du verbe, BAnQ Rosemont-La Petite-Patrie, Montréal[9],[10].
- 1997 - Sans titre, Théâtre des Deux-Mondes, Montréal
- 1996 - Transition muette, université McGill, Montréal
- 1994 - Les Clefs, Hôpital Sainte-Croix, Mont-Laurier
- 1994 - Parc des Songes, Verdun
- 1992 - Sans titre, Monument national, Montréal
- 1991 - Sans titre, Espace Maskoutain, Saint-Hyacinthe